# Jüdische Gemeinde Delme

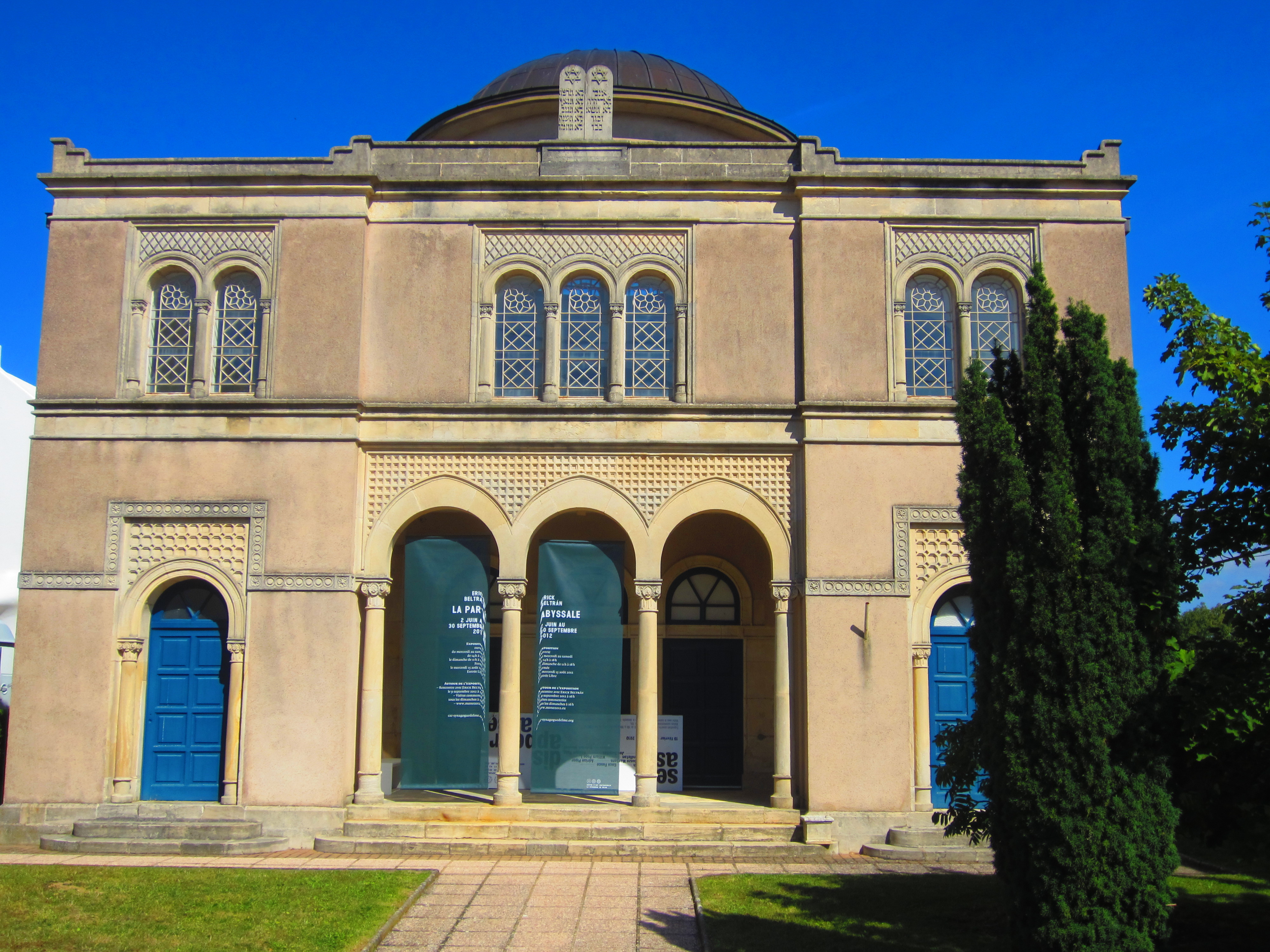
Ehemalige Synagoge in Delme

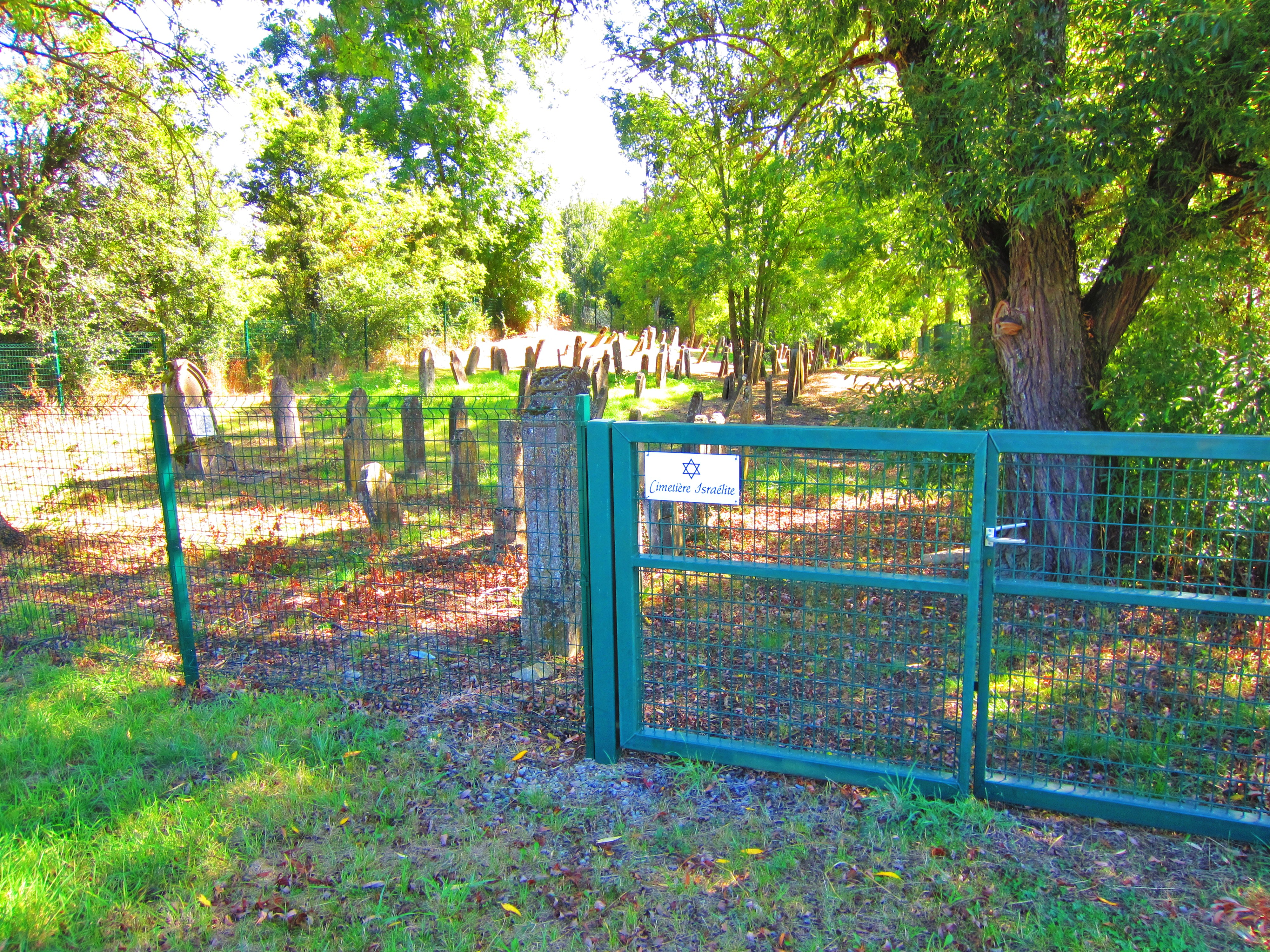
Alter jüdischer Friedhof in Delme

Eine Jüdische Gemeinde in Delme, einer französischen Gemeinde im Département Moselle in Lothringen, entstand bereits im 17. Jahrhundert.

## Geschichte
Man nimmt an, dass die ersten Juden, die sich in Delme niederließen, als Pferdehändler für die in Delme stationierten französischen Truppen kamen. Später übten die Juden auch die ihnen erlaubten Berufe aus: Händler, Hausierer und Geldverleiher. Im Zuge der Emanzipation unter Napoleon entwickelte sich im 19. Jahrhundert die jüdische Gemeinde sehr dynamisch. Im Jahr 1819 entstand ein erster Betsaal, bis 1870 wuchs die jüdische Gemeinde auf circa 200 Mitglieder an. Der Betsaal bot nur Platz für circa 50 Personen und war sehr schmucklos. Man kaufte 1880 ein Grundstück und begann die Planung einer Synagoge. Die Hälfte der Baukosten wurde von der jüdischen Gemeinde und die andere Hälfte vom Bezirkspräsidium Lothringen bzw. von der politischen Gemeinde finanziert. Es entstand eine Synagoge mit maurischen Stilelementen, d. h. mit einer Zentralkuppel, die an allen Seiten von Halbkuppeln umgeben war. Relativ kleine Fenster gaben dem Innenraum nur wenig Licht. 
Im Ersten Weltkrieg wurde die Synagoge beschädigt, die jüdische Gemeinde war durch Gefallene und Abwanderungen geschrumpft. Mithilfe des Staates konnte die Synagoge restauriert werden. Nach der deutschen Besatzung 1940 flohen viele Juden in das „Freie Frankreich“ des Vichy-Regimes. Die deutschen Besatzer sprengten die Synagoge im Zweiten Weltkrieg in die Luft. 
Im Jahr 1946 wurde die Synagoge in einfacherer Form wieder aufgebaut. Da die Synagoge seit 1981 für den Gottesdienst geschlossen war, wurde sie von der Gemeinde Delme gekauft und renoviert. Heute wird sie für Ausstellungen genutzt. Die jüdische Gemeinde gehörte seit 1808 zum israelitischen Konsistorialbezirk Metz.

## Friedhöfe
- Alter jüdischer Friedhof (Delme)
- Neuer jüdischer Friedhof (Delme)